# 头嘴苣属
头嘴苣属（学名：Cephalorrhynchus）是菊科下的一个属，为多年生草本植物。该属共有6种，分布于亚洲西南部与中部。